# Jean-Marie Le Pen
Jean-Marie Le Pen, född 20 juni 1928 i La Trinité-sur-Mer, Morbihan, död 7 januari 2025 i Garches, Hauts-de-Seine, var en fransk politiker. År 1972 grundade han det nationalistiska och högerpopulistiska partiet Front National (Nationella fronten) och var dess partiledare fram till 2011. År 2015 uteslöts han ur partiet efter att ha beskrivit gaskamrarna under andra världskriget som ”en liten detalj”.
Le Pen har ställt upp i presidentvalet fem gånger, med sin största valframgång 2002, då han gick vidare till andra valomgången efter att ha fått fler röster än vänsterns kandidat Lionel Jospin. I presidentvalet 2007 hamnade han på fjärde plats i första valomgången, med 10,8 procent av rösterna. 
Le Pen avled den 7 januari 2025, 96 år gammal. Fransk media beskrev frånfället som "slutet på en politisk era" och  Le Pen "som den mest kontroversiella samtida politiska personen i Frankrike".

## Bakgrund
Jean-Marie Le Pen föddes i fiskebyn La-Trinité-sur-Mer i Bretagne och uppges ha fått en enkel men hård uppfostran. Fadern var fiskare och kommunalråd. Jean Marie Le Pen var begåvad men odisciplinerad i skolan och så stökig att han blev relegerad från flera skolor. Efter att ha studerat juridik i Paris blev han ordförande för studentföreningen.
Le Pen var fallskärmsjägare (officer i 1:a fallskärmsregementet inom Främlingslegionen, 1REP) under Indokinakriget 1953, Suezkrisen 1956 och Algerietrevolten 1957. Han började sin politiska karriär i Paris 1956.
Det förekommer påståenden om att han sysslade med tortyr av fångar under självständighetskriget i Algeriet, men några bevis har dock aldrig framkommit. Han anmäldes heller aldrig för det och Le Pen nekade till anklagelserna. Påståendena publicerades 1993 i tidningarna Le Canard Enchainé och Libération samt av den före detta premiärministern Michel Rocard i tv-kanalen TF1. Le Pen stämde tidningarna och Rocard men år 2000 fastslog högsta domstolen i Frankrike att det var lagligt att komma med sådana påståenden. Detta beror på att lagen om förtal inte kan användas då amnesti föreligger.

### Sprängattentat
År 1976 utsattes Le Pens lägenhet för ett sprängattentat. Explosionen gjorde hans äldsta dotter Marie-Caroline Le Pen döv på ena örat.

## Politisk karriär
År 1956 blev Le Pen Frankrikes yngsta parlamentariker, invald för det poujadistiska partiet UDCA. År 1972 grundade han det nationalistiska och högerpopulistiska partiet Front National (Nationella fronten) och var dess partiledare fram till 2011. Partiet har av forskare klassificerats som högerextremt. År 2015 uteslöts han ur partiet efter att ha beskrivit gaskamrarna under andra världskriget som ”en liten detalj”.
Han satt i det franska parlamentet 1956–1962 och 1986–1988, och i EU-parlamentet 1984–2003 och 2004–2019.
I april 2000 suspenderades han på ett år som ledamot av Europaparlamentet, sedan han dömts till villkorlig dom för att ha slagit politikern Annette Peulvast-Bergeal.
Le Pen ställde upp i presidentvalet fem gånger och hade sin största valframgång i det franska presidentvalet 2002, då han fick 16,86 % och gick som tvåa vidare till andra valomgången, där han förlorade mot UMP-kandidaten Jacques Chirac. På partiets kongress i januari 2011 valdes Le Pens dotter Marine Le Pen till ny ledare för Front National.

## Privatliv
Le Pen var gift två gånger och hade från det första äktenskapet tre döttrar, däribland politikern Marine Le Pen.